# Francisco de Assis Peixoto
Francisco de Assis Peixoto (Araguari, 30 de novembro de 1962) é um político brasileiro filiado ao  PP. Ocupa o cargo de prefeito da cidade goiana de São Simão. Foi eleito por eleições diretas no ano de 2004 para o mandato de 2005-2008, nas eleições de 2008 foi reeleito com 59% dos votos válidos para o mandato de 2009-2012 e o último mandato das eleições de 2020, para o mandato de 2021-2024. Também é empresário.

## Prisão
Em 28 de julho de 2021, Francisco de Assis Peixoto foi preso por suspeita de crimes sexuais com menores de 18 anos. Em 25 de Outubro de 2022, Francisco foi cassado pela câmara de vereadores, por 9 votos a 2.